# Mawer & Collingham
Mawer & Collingham was een warenhuis in de Engelse stad Lincoln, dat in 1980 werd overgenomen door House of Fraser.

## Geschiedenis
De werkelijke datum waarop het bedrijf startte is niet bekend, maar William Mawer had in 1810 een vermelding als linnenhandelaar aan 229 High Street in Lincoln. Williams dochter Elizabeth trouwde met Joseph Collingham. In 1822 tekenden William Mawer, zijn zoon die ook William heette Williams dochter Elizabeth en haar man Joseph Collingham een samenwerkingsovereenkomst waardoor het bedrijf Mawer, Son & Co ging heten. Later wijzigde de naam in Mawer & Collingham. Het bedrijf breidde zich uit en in 1826 werd het pand 228 High Street gekocht om het winklel uit te breiden.
In 1829 was Joseph Collingham de enige eigenaar van het bedrijf, maar in 1873 kwam zijn zoon Joseph Mawer Collingham bij het bedrijf gekomen en had het ook overgenomen als eenmanszaak. In 1900 werd het bedrijf omgezet in een besloten vennootschap en werd vermeld in onder meer de categorieën groot- en detailhandelaar, zijdeverkopers, fournituren, hoedenmakers, kleermakers, hoedenmakers, bontwerkers, kantwerkers, kousenmakers, handschoenmakers, tapijthandelaar, stoffeerders en woninginrichters en decorateurs.
Tegen de jaren 1930 was het bedrijf gegroeid door aangrenzende winkels te kopen en vormde het nu een blok omringd door St Peter's Passage (noord), High Street (oost), Mint Street (zuid) en Mint Lane (west). Het warenhuis werd verbouwd in 1960-1961, 1970 en in 1973. Bij deze verbouwingen werden onder meer het restaurant verbouwd, de parkeergarage, kantoren en de nieuwe elektronica-afdelingen. In de jaren 1930 verwierf het bedrijf een textielhandel genaamd Berrills, gevestigd in Spalding. Het bedrijf bleef onder deze naam actief totdat het bedrijf in 1971 werd gesloten.
Het bedrijf bleef onafhankelijk, met verschillende leden van de familie Collingham in het bestuur, tot het bedrijf in 1980 werd gekocht door House of Fraser. De winkel kreeg direct na de overname en nieuwe naam en werd omgedoopt tot Binns. Deze naam bleef behouden tot 2003, toen de winkel werd omgedoopt tot House of Fraser.